# Josip Fon (duhovnik)
Josip Fon, slovenski rimskokatoliški duhovnik, * 14. marec 1879, Vrsno, † 29. november 1956, Jesenice.

## Življenje in delo
Rodil se je v delavski družini 14. marca, po nekaterih podatkih pa 15. marca 1879. Gimnazijo in bogoslovje je študiral v Gorici in bil 2. avgusta 1903 posvečen v mašnika. Služboval je kot kaplan v Bovcu (1903-1904), Volčah (1904-1907), bil kurat v Dolenjih Novakih (1907-1910), nato vikar v Zapotoku (1910-1919) in Ajdovščini (1919-1934). Leta 1934 je bil premeščen v Vipolže. Tu je bil najprej vikar, ko pa je bil vipolški vikariat dvignjen v župnijo je postal 1935  prvi vipolški župnik. Fon se je vsa leta, ko je kot dušni pastir služboval v krajih, ki so po 1. svetovni vojni postali del Italije zavzemal, da se v krajih z večinskim slovenskim prebivalstvom v osnovnih šolah in pri mašah uporablja slovenski jezik. Zaradi tega  stališča je bil s strani fašističnih oblasti večkrat preganjan. Ko je bil 8. julija 1933 ovaden pri civilnem komisarju v Trstu so mu pretili s konfinacijo, cerkvena oblast pa mu je svetovala, naj se da raje upokojiti in se tako izogniti težkim policijskim ukrepom. Ko je februarja 1934 pristal na premestitev v Vipolže, so tudi fašistične grožnje prenehale. Umrl je v bolnišnici na Jesenicah, pokopan pa je v Vipolžah.